# Krybende silkemos
Krybende silkemos (Homalothecium sericeum) er et almindeligt mos som epifyt nederst på ældre træer , f.eks. ask. Det kendes i tørt vejr på sine krumme, gulgrønne og skinnende sidegrene. Det videnskabelige navn sericeum betyder 'silkehåret' og hentyder til at mosset kan minde om små, gyldne hårlokker i tørt vejr.
Krybende silkemos danner store, gulgrønne puder af fjergrenede, krybende skud. I tørt vejr er sidegrenene karakteristisk krumme. I fugtigt vejr ligger sidegrenene fladt mod underlaget. De 4-5 mm lange blade er smalt trekantede og længdefoldede, hvilket ses tydeligt med en lup. De er forsynet med en kraftig ribbe. Krybende silkemos gror også på kalkholdige underlag, f.eks. mure. Det er følsomt for luftforurening  og bruges f.eks. som indikatorplante for radioaktivitet pga. sin optagelse af 40K og 137Cs. 
Krybende silkemos er vidt udbredt over den nordlige halvkugle.
| _Tavle med krybende silkemos fra Flora Batava                                        |
| Tavle fra Flora Batava, tavler og beskrivelser af hollandske planter, bind XV (1877) |

|                                       |
| I fugtigt vejr er grenene ikke krumme |